# Funciones del suelo
Las funciones del suelo son capacidades generales de los suelos que son importantes para diversas aplicaciones agrícolas, ambientales, de protección de la naturaleza, de arquitectura paisajística y urbanas. El suelo puede realizar muchas funciones y estas incluyen funciones relacionadas con los ecosistemas naturales, la productividad agrícola, la calidad ambiental, la fuente de materia prima y como base para los edificios. Seis funciones clave del suelo son:
1. Alimentación y otra producción de biomasa
2. Interacción ambiental
3. Hábitat biológico y acervo genético
4. Fuente de materias primas
5. Patrimonio físico y cultural
6. Plataforma para estructuras hechas por el hombre

## Alimentación y otra producción de biomasa
El suelo actúa como un ancla para las raíces de las plantas. Proporciona un lugar hospitalario para que una planta viva mientras almacena y suministra nutrientes a las plantas. El suelo también funciona al mantener la cantidad y la calidad del aire permitiendo que el CO2 se escape y el O2 fresco ingrese a la zona de la raíz. Los espacios de poros dentro del suelo también pueden absorber agua y mantenerla hasta que las raíces de las plantas lo necesiten. El suelo también modera la fluctuación de la temperatura, proporcionando una temperatura adecuada para que las raíces funcionen normalmente. Un suelo fértil también proporcionará nutrientes minerales disueltos para el crecimiento óptimo de las plantas. La combinación de estas actividades apoya el crecimiento de las plantas para proporcionar alimentos y otra producción de biomasa.

## Interacción ambiental
Las interacciones ambientales, como la regulación de los suministros de agua, las pérdidas de agua, la utilización, la contaminación y la purificación, se ven afectadas por el suelo. Pueden filtrar, amortiguar y transformar materiales entre la atmósfera, la cubierta vegetal y el nivel freático. El suelo interactúa con el medio ambiente para transformar y descomponer los materiales de desecho en nuevos materiales. A través del filtrado, el suelo actúa como un filtro y captura los contaminantes a través de las partículas del suelo. Los contaminantes son capturados por las partículas del suelo y el agua sale más limpia en los acuíferos y ríos. Por último, puede acumular grandes cantidades de carbono como materia orgánica del suelo, lo que reduce la concentración total de dióxido de carbono que puede mitigar el cambio climático global.

## Hábitat biológico y acervo genético
Los suelos también actúan como un hábitat biológico y una reserva genética para una gran variedad de organismos. Los suelos son el entorno en el que crecen las semillas, proporcionan calor, nutrientes y agua disponibles para nutrir plantas y animales. La ayuda del suelo en la descomposición de plantas, animales y organismos muertos mediante la transformación de sus restos en formas minerales más simples, puede ser utilizada por otros seres vivos. 

## Fuente de materias primas
Los suelos proporcionan materias primas para uso humano e impactan directamente la salud humana. La composición de la comida humana refleja la naturaleza del suelo en el que se cultiva. Un ejemplo del suelo como fuente de materia prima se puede encontrar en la producción de cerámica antigua. Las cerámicas mayas mostraron rasgos heredados de los suelos y sedimentos utilizados como materia prima. La comprensión del proceso de formación del suelo puede ayudar a definir cierto tipo de suelo y reflejar la composición de los minerales del suelo. Sin embargo, el área natural de los suelos productivos es limitada y, debido a la creciente presión de los cultivos, la silvicultura y la urbanización, es necesario controlar la extracción del suelo como materia prima. 

## Patrimonio físico y cultural
El suelo también tiene funciones culturales más generales, ya que actúan como parte del paisaje cultural de nuestras mentes, así como del mundo físico que nos rodea. Un apego a los suelos de la casa o un sentido de lugar es un atributo cultural desarrollado en gran medida en ciertas personas. Los suelos han existido desde la creación de la tierra, pueden actuar como un factor para determinar cómo han migrado los humanos en el pasado. El suelo también actúa como una cubierta de tierra que protege y preserva los artefactos físicos del pasado que nos permiten comprender mejor el patrimonio cultural. Además, el suelo ha sido una indicación importante de dónde se asientan las personas, ya que son un recurso esencial para la productividad humana. 

## Plataforma para estructuras hechas por el hombre
El suelo puede actuar como depósitos de materia prima y es ampliamente utilizado en materiales de construcción. Aproximadamente el 50% de las personas en el planeta viven en casas construidas con tierra. Las condiciones del suelo deben ser firmes y sólidas para proporcionar una buena base para construir carreteras y carreteras. Además, como estas estructuras se apoyan en el suelo, se deben considerar factores como su resistencia de apoyo, compresibilidad, estabilidad y resistencia al corte. La prueba de las propiedades físicas permite una mejor aplicación a los usos de ingeniería del suelo. 

## Mapeo de las funciones del suelo
El mapeo de suelos es la identificación, descripción, delimitación de anuncios en un mapa de diferentes tipos de suelos basados en observaciones de campo directas o en inferencias indirectas de fuentes tales como fotografías aéreas. Los mapas de suelos pueden representar las propiedades y funciones del suelo en el contexto de funciones específicas del suelo, como la producción de alimentos agrícolas, la protección del medio ambiente y las consideraciones de ingeniería civil. Los mapas pueden representar interpretaciones funcionales de propiedades específicas, como niveles críticos de nutrientes, niveles de metales pesados, o pueden representar interpretaciones de múltiples propiedades, como un mapa del índice de riesgo de erosión. 
El mapeo de las propiedades del suelo específicas de la función es una extensión del levantamiento del suelo, que utiliza mapas de los componentes del suelo junto con información auxiliar (incluidas las funciones de pedotransferencia y los modelos de inferencia del suelo) para representar inferencias sobre el desempeño específico de las unidades de mapeo del suelo. Otras funciones del suelo en los ecosistemas: 
- fuente de materiales de construcción (arcilla, arena, rocas).
- reciclador de carbono
- producción de fibra